# OD 82/SE
OD 82/SE - ручная граната итальянского производства.

## История
В 1970-х и 1980-х годах в Итальянской армии возникла необходимость заменить гранату SRCM Mod. 35, которая использовалась ещё во время Второй мировой войны. Первая модель новой гранаты, OD/82-HE и её учебная версия OD/82-E-1, была произведена компанией "La Precisa S.p.О." в Теано.
После принятия на вооружение армией, производство было немедленно прервано после многочисленных инцидентов (некоторые со смертельным исходом), связанных с преждевременной детонацией. Затем граната была модифицирована армейским предприятием Stabilimento Militare di Munizionamento Terrestre" (S.M.M.T.) из Байано-ди-Сполето и принята на вооружение как OD 82/SE. Аббревиатура OD расшифровывается как "наступательная" (Offense)/"оборонительная" (Defense); номер 82 относится к 1982 году, году выпуска гранаты первой модели; аббревиатура SE, добавленная после изменений, происходит от итальянского Sicurezza Elevata, что означает "Высокая безопасность".
Производство OD/82 на арсенале было прервано из-за взрыва "рисерветты 73" того же SMMT, который произошел 10 апреля 2005 года, где хранился OD/82, который еще предстояло модифицировать.
В 2013 году началась замена OD/82 на гранаты MF-2000, производимые на заводе Terrestrial Military Ammunition Baiano di Spoleto. его система активации реализована компанией SACIL srl из Пратиссоло в Скандиано, недалеко от Реджо-Эмлии.

## Описание
OD 82 / SE - осколочная ручная граната, одновременно наступательного и оборонительного типа, с временной задержкой pirico. Безопасное расстояние составляет 20 метров, а эффективное расстояние в 5 метров составляет 85%. Корпус бомбы окрашен в цвет хаки с желтой линией. Учебная версия OD 82-E-1 синего цвета с коричневой линией.